# Gheorghe Moldovan
Gheorghe Moldovan (* 2. April 1927 in Miercurea Sibiului, Kreis Sibiu; † 2003 in Sibiu) war ein Politiker der Rumänischen Kommunistischen Partei PCR (Partidul Comunist Român), der unter anderem zwischen 1969 und 1971 Minister für Nahrungsmittelindustrie war.

## Leben
Gheorghe Moldovan begann nach dem Schulbesuch 1947 ein Studium an der Fakultät für Agrartechnik des Agrarwissenschaftlichen Instituts Cluj, das er 1951 als Agraringenieur abschloss. Während des Studiums wurde er im Oktober 1947 Mitglied der damaligen Kommunistischen Partei PCdR (Partidul Comunist din România). Danach wechselte er in die damalige Region Cluj (Regiunea Cluj) und war dort zunächst von 1955 bis 1958 Leiter der Landwirtschaftsabteilung sowie daraufhin zwischen 1958 und 1963 Sekretär für Landwirtschaftsangelegenheiten des Parteikomitees der nunmehrigen Rumänischen Arbeiterpartei PMR (Partidul Muncitoresc Român) in dieser Region. Er besuchte die Parteihochschule „Ștefan Gheorghiu“ und fungierte vom 14. Februar 1963 bis zum 21. August 1968 als Generalsekretär des Exekutivkomitees des Obersten Landwirtschaftsrates (Consiliul Superior al Agriculturii) sowie daraufhin zwischen August 1965 und 1968 als stellvertretender Leiter der Abteilung Landwirtschaft des Zentralkomitees (ZK) der jetzigen Rumänischen Kommunistischen Partei PCR (Partidul Comunist Român). 
Nachdem Moldovan von 1968 bis zum 26. Januar 1969 Berater des Ministerrates (Consiliul de Miniștri) war, wurde er am 26. Januar 1969 Minister für Nahrungsmittelindustrie im fünften Kabinett Maurer und hatte dieses Amt genau zwei Jahre lang bis zum 26. Januar 1971 inne. Auf dem Zehnten Parteitag der PCR (6. bis 12. August 1969) wurde er Kandidat des ZK der PCR und hatte diese Funktion bis zum Elften Parteitag der PCR (24. bis 27. November 1974) inne. Daraufhin erfolgte am 26. Januar 1971 die Eingliederung des Ministeriums für Nahrungsmittelindustrie als Abteilung in das Ministerium für Landwirtschaft, Nahrungsmittelindustrie, Forsten und Wasser und die Herabstufung der Abteilungsleiter zum Staatssekretär. Er selbst war daraufhin vom 26. Januar bis zum 24. Oktober 1972 Vize-Minister für Landwirtschaft, Nahrungsmittelindustrie, Forsten und Wasser. Im Oktober 1971 wurde er zum Mitglied der Academia Ștefan Gheorghiu gewählt, eine von 1945 bis 1989 bestehende Universität für Politikwissenschaften.
Im Anschluss war er von 1972 bis 1974 stellvertretender Leiter der ZK-Abteilung Kader sowie zwischen 1974 und 1977 Leiter der Direktion für Landwirtschaft und Lebensmittelindustrie im Kreis Cluj. Zuletzt wurde er 1977 Handelsdirektor der Zentrale für die Kapitalisierung von Getreide und die Herstellung von Mischfutter.